# 유리온 별자리

유리온 별자리는 5개의 고리로 이루어져 있다.

유리온 별자리(영어: EURion constellation, 또한 오므론 링(Omron rings) 또는 도넛(doughnuts)으로도 알려진)은 1996년부터 전 세계적으로 지폐, 소유권 증명서 디자인 등 수많은 보안 문서에 통합된 상징 패턴이다. 그것은 이미징 소프트웨어가 디지털 이미지에서 그러한 문서의 존재를 감지하는 것을 돕기 위해 추가된다. 그런 다음 이러한 소프트웨어는 컬러 복사기를 사용하여 위조를 방지하기 위해 사용자가 지폐를 복제하는 것을 차단할 수 있다.

## 추가 자료
- “Photoshop and CDS” (보도 자료). Adobe Systems Incorporated.